# Rio Capibaribe
O rio Capibaribe é um curso d'água que banha o estado brasileiro de Pernambuco. Seu curso é dividido em alto e médio cursos, situados no Polígono das Secas, onde o rio apresenta regime temporário, e o baixo curso, onde se torna perene, a partir do município de Limoeiro, no agreste do estado. Antes de desaguar no Oceano Atlântico, ele serpenteia a Região Metropolitana de Recife passando em seu curso final pelo centro da cidade do Recife.
É a ele que é dada voz no poema "O Rio", de João Cabral de Melo Neto. Sua família viveu por anos próximo às margens do Capibaribe, onde o poeta costumava brincar.

## Etimologia

Do tupi: kapibara, capivara, e 'y, rio,e a posposição -pe. Ambos os termos estão em relação genitiva, o que dá a ideia de origem, pertencimento, e enseja a inversão dos termos (conforme indicam as setas).

Capibaribe é um termo proveniente do tupi antigo e significa "no rio das capivaras", pela composição dos termos kapibara, "capivara", 'y, "rio, e pe, "em".

## História
O rio Capibaribe foi um fator geográfico determinante na história de Pernambuco e do Nordeste brasileiro, pois foi na sua várzea que se formaram os primeiros engenhos de cana-de-açúcar, em virtude de seu solo de massapê, próprio para o cultivo.

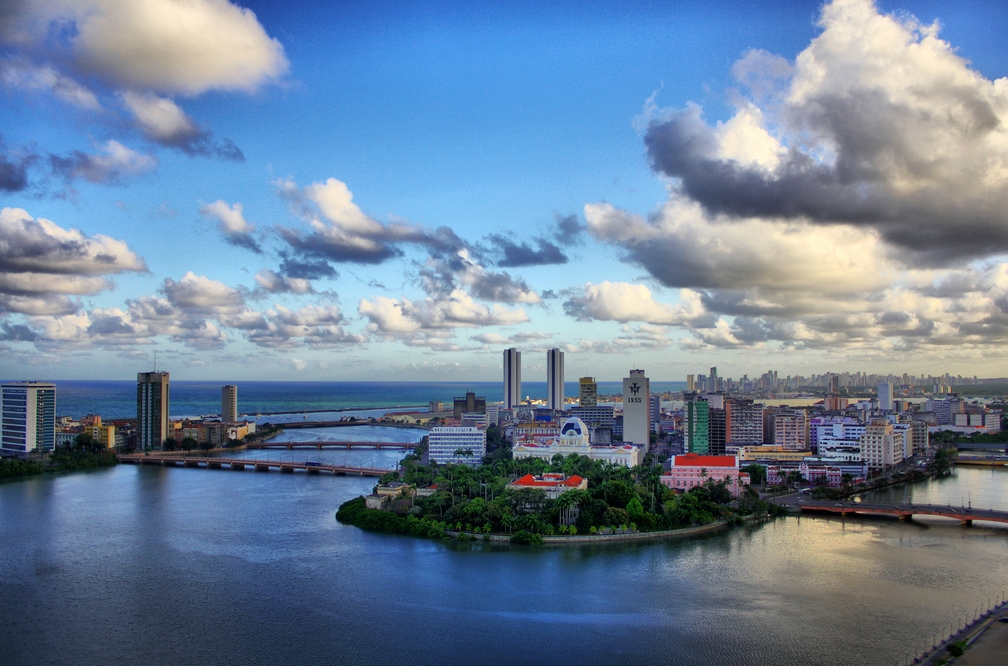
Confluência do rio Capibaribe com o Beberibe na ilha de Antônio Vaz, Recife.

Seu curso também serviu de acesso para o Agreste e para o Sertão, onde se desenvolveu a pecuária extensiva. Atualmente, estuda-se um projeto de navegabilidade do rio, com o intuito de transporte urbano.
Nos anos de 1966 e 1967, o rio passava por uma grande poluição em algumas de suas cidades, derivada de produtos químicos industriais, lixo e esgoto.
O rio encontrava-se bastante degradado pelo assoreamento e pela poluição de dejetos de matadouros, lixões, bem como de esgotos urbanos e industriais entre 1959 e 1966.

## Bacia hidrográfica

### Características

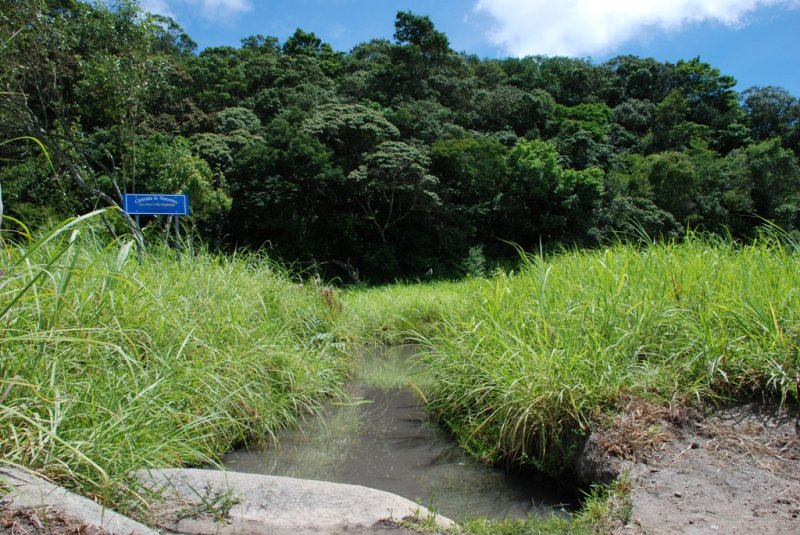
Nascente do Rio Capibaribe, sítio Araçá em Poção (Pernambuco).

O Capibaribe nasce na serra de Jacarará, no município de Poção, tem 248 quilômetros de extensão e sua bacia detém aproximadamente 7.454,88 quilômetros quadrados. O Capibaribe tem cerca de 74 afluentes e banha 42 municípios pernambucanos, entre eles Caruaru, Toritama, Santa Cruz do Capibaribe, Surubim, Cumaru, Salgadinho, Limoeiro, Carpina, Paudalho, São Lourenço da Mata e Recife. Próximo à foz, divide a área central da cidade do Recife. Antes, porém, ele atravessa alguns bairros, como: Várzea, Caxangá, Apipucos, Monteiro, Poço da Panela, Santana, Casa Forte, Torre, Capunga, Derby eMadalena.
Por fim, faz confluência com o rio Beberibe atrás do Palácio do Campo das Princesas antes de desaguar no oceano Atlântico. Seu braço sul passa pelos bairros de Afogados, ilha do Retiro, rumo à ilha Joana Bezerra, juntando-se ao rio Tejipió e chegando à foz no porto do Recife.

### Cheias
As cheias sempre foram constantes em muitas cidades às suas margens. Entretanto, entre os anos de 1965 e 1975 várias e seguidas cheias causaram grandes prejuízos à economia local. Estas só foram finalizadas com a construção de barragens que estabilizaram o leito em períodos mais chuvosos.

## Clube Náutico
O Capibaribe também dá nome ao Clube Náutico Capibaribe, que nasceu em 1901 às suas margens como um clube de remo. Ao longo do tempo, o adjetivo "náutico" prevaleceu como nome principal do clube.

## Galeria

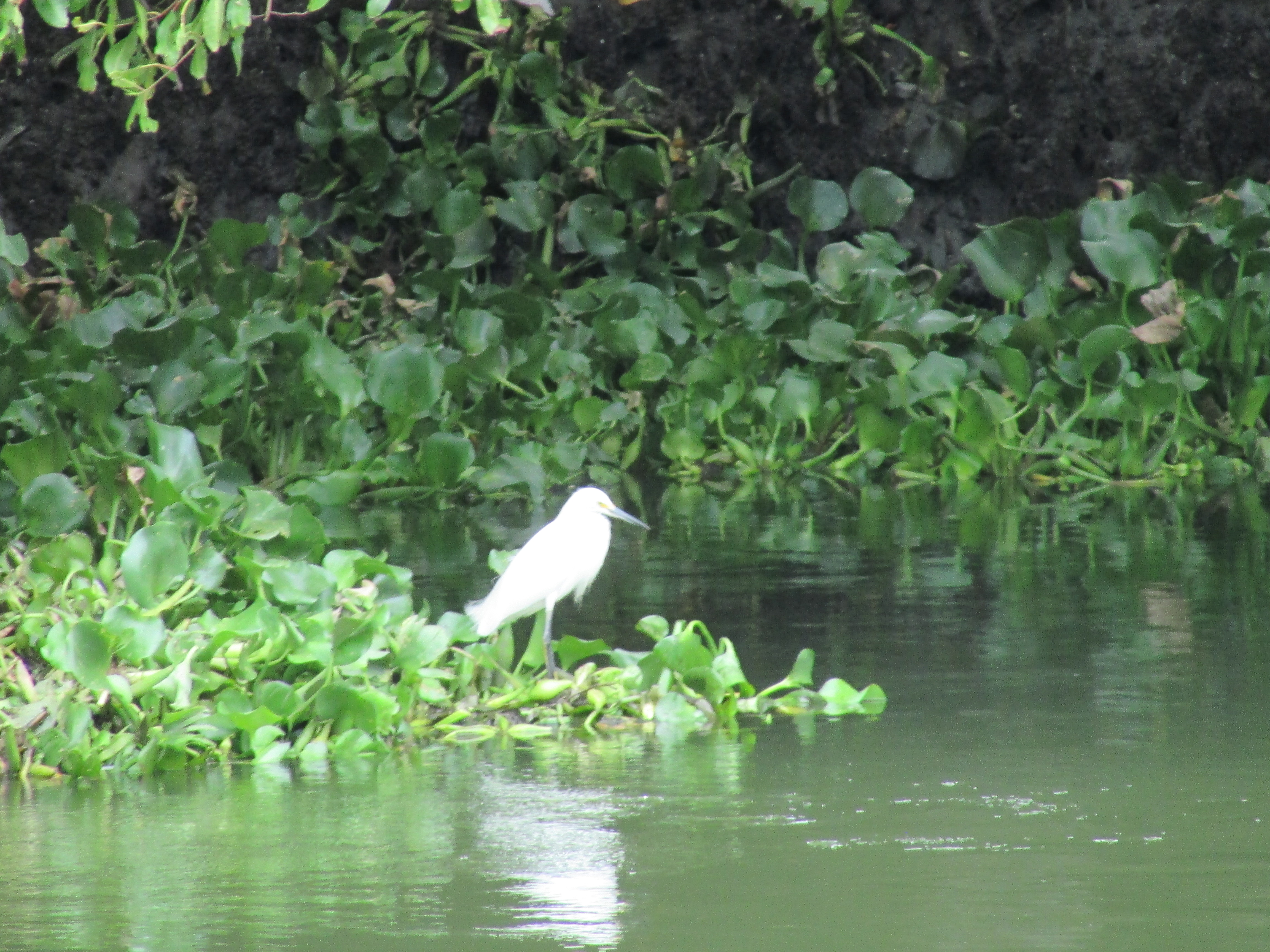